# Wikizdroje

Logo Wikizdrojů

Wikizdroje (anglicky Wikisource) jsou jeden z wiki projektů nadace Wikimedia, který se zabývá uchováváním volně dostupných (volných či pod svobodnou licencí) dokumentů, jak primárních zdrojů v libovolném jazyce, tak i jejich překladů. Projekt se původně měl nazývat Sourceberg (slovní hříčka: odkazuje na projekt Gutenberg, ale také anglicky source = zdroj, iceberg = ledovec), ale 6. prosince 2003 byl podle výsledků hlasování pojmenován Wikisource.
Wikizdroje fungují na stejném programovém vybavení (MediaWiki) jako ostatní projekty nadace Wikimedia.

## Obsah knihovny
Wikizdroje sbírají v digitální podobě dříve (na papíře či digitálně) zveřejněné texty včetně románů, literatury faktu, dopisů, proslovů, ústavních a dějinných dokumentů, zákonů a dalších. Všechny zde zpřístupněné texty jsou volná díla, která nepodléhají autorskoprávní ochraně, jejichž doba ochrany již vypršela nebo která byla zveřejněna pod svobodnou licencí, jako je např. Creative Commons Uveďte autora–Zachovejte licenci 3.0 (CC BY-SA 3.0) nebo kompatibilní. Vítány jsou texty ve všech jazycích včetně překladů.
S výjimkou vlastních překladů existujících volných děl Wikizdroje neposkytují místo pro díla vytvářená přímo přispěvateli projektu.

## Rozsah projektu
| Pořadí | Verze       | Počet článků |
| ------ | ----------- | ------------ |
| 1      | polská      | 1 116 910    |
| 2      | anglická    | 1 026 736    |
| 3      | ruská       | 620 109      |
| 4      | německá     | 553 737      |
| 5      | francouzská | 520 816      |
| 6      | čínská      | 453 849      |
| 7      | hebrejská   | 241 460      |
| 8      | ukrajinská  | 200 769      |
| 9      | italská     | 192 983      |
| 10     | arabština   | 84 106       |

V lednu 2024 projekt existoval v 74 jazycích. Obsahoval přes 5 914 000 článků a pracovalo v něm 329 správců. Zaregistrováno bylo přes 4 828 000 uživatelů, z nichž bylo přes 2 500 aktivních (přispívajících v posledních 30 dnech). Podle počtu článků byla největší polská jazyková verze s více než 1 116 000 články (tj. 18,9 % z celkového rozsahu projektu). Další rozsáhlé verze byly anglická (17,4 %), ruská (10,5 %), německá (9,4 %), francouzská (8,8 %) nebo čínská (7,7 %). Více než 84,7 % všech článků bylo napsáno v deseti největších verzích.
Česká verze byla 14. v pořadí a obsahovala přes 57 500 článků, tedy 1 % z celkového množství. Registrováno v ní bylo přes 18 100 uživatelů, z nichž okolo 20 bylo aktivních. Pracovali zde 4 správci. Byla spuštěna 29. března 2006 spolu s dalšími 13 jazykovými verzemi a 11. dubna 2009 byl její název počeštěn na Wikizdroje.
V roce 2019 bylo zobrazeno okolo 2,2 milionu dotazů. Denní průměr byl 6 030 a měsíční 183 402 dotazů. Nejvíce dotazů bylo zobrazeno v srpnu (231 958), nejméně v červenci (134 988). Nejvíce dotazů za den přišlo v sobotu 10. srpna (37 863), nejméně v sobotu 29. června (2 986).